# Dommartin-la-Montagne
Dommartin-la-Montagne es una comuna y población de Francia, en la región de Lorena, departamento de Mosa, en el distrito de Verdún y cantón de Fresnes-en-Woëvre.
Su población en el censo de 1999 era de 45 habitantes.
Está integrada en la Communauté de communes du Canton de Fresnes-en-Woëvre.

## Demografía
| 72 | 61 | 56 | 49 | 52 | 45 |
| Para los censos de 1962 a 1999 la población legal corresponde a la población sin duplicidades (Fuente: INSEE [Consultar]) |    |    |    |    |    |